# Kurt Lotz
Kurt Lotz (* 18. September 1912 in Lenderscheid; † 9. März 2005 in Hannover) war ein deutscher Offizier der Wehrmacht und Manager. Er war Vorstandsvorsitzender der Brown, Boveri und Cie. AG (BBC) und der Volkswagenwerk AG sowie Vorsitzender des World Wide Fund For Nature (WWF) in Deutschland.

## Leben
Lotz besuchte die August-Vilmar-Schule (seit 1964 Bundespräsident-Theodor-Heuss-Schule) in Homberg (Efze). Nach dem Abitur 1932 schlug er die Polizeilaufbahn ein. 1935 legte er das Polizeioffiziersexamen ab und wurde zum Polizeileutnant befördert, wechselte aber im selben Jahr zur Luftwaffe.

### Wehrmacht
Als Kampfflieger aus gesundheitlichen Gründen ungeeignet, wechselte er zur Flakartillerie. Er diente an der Front und wurde Erster Generalstabsoffizier (Ia) der 6. Flak-Division. Bis zum Kriegsende erreichte er den Rang eines Majors im Generalstab. Ende des Zweiten Weltkrieges geriet er in sowjetische Kriegsgefangenschaft, aus der er 1946 fliehen konnte.

### Wirtschaft
Ab 1946 machte er bei BBC in Dortmund eine kaufmännische Lehre und arbeitete sich – nach Abendstudien in Betriebswirtschaft – in zwölf Jahren vom Lohn- und Materialabrechner zum Vorstandsvorsitzenden hoch.

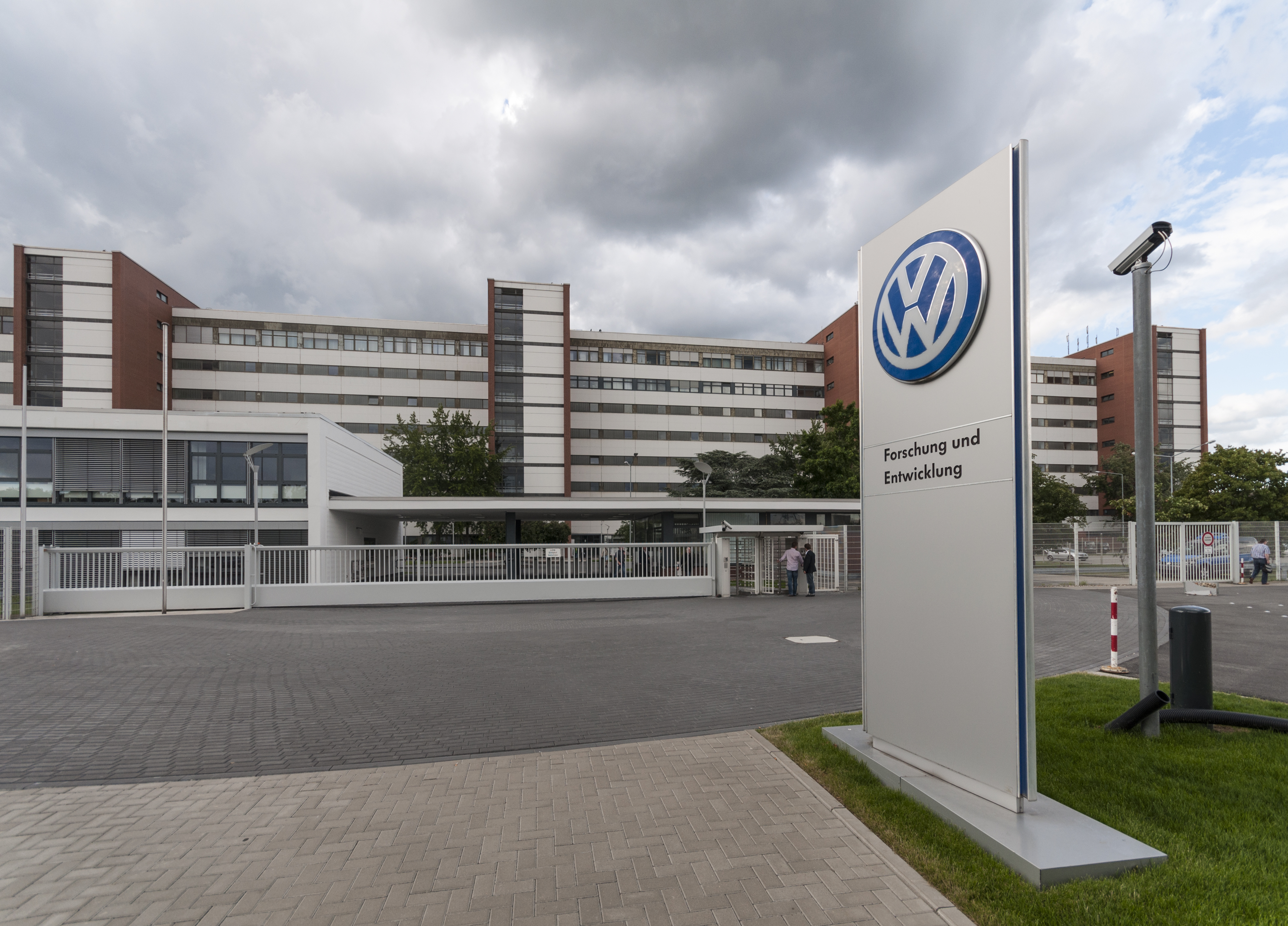
Von Lotz initiierte neue Technische Entwicklung des VW-Werkes

Im Juni 1967 wurde er vom damaligen Volkswagen-Chef Heinrich Nordhoff als stellvertretender Vorstandsvorsitzender in den VW-Konzern geholt. Nach Nordhoffs Tod am 12. April 1968 wurde Lotz am 1. Mai 1968 Vorstandsvorsitzender von VW. Lotz erkannte, dass VW allein mit dem erfolgreichen Automodell Käfer in Zukunft nicht mehr weitermachen konnte und regte die Entwicklung neuer Modelle an. Im September 1971 trat Lotz zurück, nachdem er sich lange mit den Themen der Personalpolitik und der gewerkschaftlichen und politischen Mitbestimmung bei VW auseinandergesetzt hatte. Die Belegschaft stand zum Zeitpunkt seines Rücktrittes hinter Lotz. Sein Nachfolger wurde Rudolf Leiding. Die Früchte seiner und Leidings Arbeit konnte aber erst sein Nachfolger Toni Schmücker mit dem großen Verkaufserfolg des Golf ernten.
Lotz war Mitglied mehrerer Aufsichtsräte und des Konsortiums Transrapid.

### Umweltschutz
Er war Mitglied des Deutschen Rates für Landespflege. Ab 1970 war er Umweltschutzberater der Landesregierung von Baden-Württemberg. 1981 wurde Lotz Vorsitzender des World Wide Fund For Nature (WWF) in Deutschland.

## Familie
Lotz, verheiratet und Vater von drei Kindern, starb nach einer langen und schweren Krankheit im Alter von 92 Jahren.

## Auszeichnungen
- 1960: Ehrensenator der Universität Heidelberg
- 1962: Ehrendoktor der Wirtschaftshochschule Mannheim (Dr. h. c. rer. pol.)
- 1970: Honorarprofessor für Unternehmenspolitik der TU Braunschweig
- 1976: Verdienstorden des Landes Baden-Württemberg
- 1988: Großes Bundesverdienstkreuz